# Émile Coste
Émile Louis François Désiré Coste (Tolone, 2 febbraio 1862 – Tolone, 7 luglio 1927) è stato uno schermidore francese, vincitore della medaglia d'oro nel fioretto individuale ai giochi olimpici del 1900 a Parigi.